# Gaspar de la Cueva (marqués de Bedmar)
Gaspar Bernardino de la Cueva y Mendoza (Las Palmas de Gran Canaria, 7 de febrero de 1594-Madrid, 13 de julio de 1664), noble, cortesano y militar castellano que fue III marqués de Bedmar.

## Biografía
Nació en Las Palmas de Gran Canaria y fue bautizado en la catedral de Santa Ana el 7 de febrero de 1594 por el licenciado Francisco de Navarrete y Viedma, apadrinándolo Juan de Villata, deán de la iglesia, y Tomasina de Ariñez. Era hijo séptimo de Luis de la Cueva y Benavides, II señor de Bedmar, y su esposa Elvira Carrillo de Mendoza.
Fue primeramente colegial del Colegio Mayor del Arzobispo de la Universidad de Salamanca y, desde el 27 de septiembre de 1621, canónigo de la iglesia de Toledo. A la muerte de su hermano Juan de la Cueva, en 1626, heredó sus títulos y posesiones, convirtiéndose en marqués de Bedmar. En Madrid, por real provisión del 22 de octubre de 1626, se cometieron sus pruebas de nobleza a Francisco Manuel y al licenciado Gabriel González de Figueroa, y practicadas así en Bedmar como en Granada, fueron aprobadas por auto del Consejo de las Órdenes el 5 de noviembre inmediato.
Se le concedió el hábito de la Orden de Calatrava por real cédula del 27 de septiembre de 1626 y fue recibido como tal por título del 7 de noviembre inmediato. Dos días después lo armó caballero el duque de Medina de las Torres, Ramiro Núñez de Guzmán, en la iglesia y convento de la Concepción Real de Calatrava de Madrid. El 17 de agosto de 1628 se le expidió el título de comendador de Moratalaz que había tenido su hermano, «acatando los muchos, buenos y constantes servicios que ha hecho, á mi y á la dicha Orden, y espero que hará de aquí adelante». El 7 de septiembre inmediato, en la iglesia parroquial de San Juan (Madrid), le dio la colación de esta encomienda el capellán del rey Gabriel García de Figueroa. También administró la encomienda de Bolaños en la Orden de Santiago.
El 27 de enero de 1629 sucedió a su hermano como capitán de una compañía de caballos jinetes del reino de Granada y de las Guardias Viejas de Castilla. Fue, además, mayordomo del rey y mayordomo de la reina Isabel de Francia por decreto del 14 de marzo de 1639. El 3 de noviembre de 1643 el monarca lo nombró asistente de Sevilla y el 15 de enero de 1644 maestre de campo general de aquella ciudad y tierra, cargos de los que tomó posesión el 7 de abril inmediato. Participó en la guerra de Portugal y fue, desde el 1 de mayo de 1646, gentilhombre de cámara del rey sin ejercicio y, finalmente, mayordomo de la reina madre.
Falleció el 13 de julio de 1664, en Madrid, y fue sepultado en el convento de los capuchinos de San Antonio. El día anterior,  ante el escribano provincial Diego Gutiérrez, había dado sus poderes para testar a «su muy querida muxer y señora», en escritura que firmó Luis de Antequera y Arriaga y por la cual designaba como su sucesor a su primogénito, dejando al resto de su hijos bajo la tutela de su esposa, y la nombraba a ella como su albacea y testamentaria, junto con sus dos hermanas la condesa de Miranda y la marquesa de Malagón, con el cuñado y marido de esta último y el duque de Terranova, su primo, con su hermana Mencía de la Cueva y con su confesor, Diego del Peso.

## Matrimonio y descendencia
Previa licencia real del 21 de diciembre de 1636, casó en Madrid con Manuela Enríquez Osorio, hija tercera de Rodrigo Enríquez de Cabrera y Mendoza, I marqués de Valdunquillo, y su esposa Francisca Osorio de Acebedo y Valdés, II marquesa de Mirallo, señora de Valdunquillo, Villameriel y el mayorazgo de Tejado etc. El 11 anterior se habían celebrado en Madrid las capitulaciones entre la madre y tutora de la novia y el licenciado Francisco de Aguirre, en representación del novio, confirmadas el 11 de marzo de 1637. En virtud de ellas, se estableció que dentro de los primeros quince días Manuela Enríquez se desposaría con el duque de Alburquerque y que, en el espacio de los dos meses siguientes, el marqués de Bedmar iría a Madrid o a donde residiese la novia para ratificar el acuerdo y casarse con ella. La familia de la novia prometió 60 000 ducados en concepto de dote, con la futura de la encomienda de Horcajo, mientras que el marqués ofreció en arras 6000 ducados y 1000 ducados anuales para gastos de su cámara, y hasta 1500 en casos de viudez.
Se habían cometido las pruebas de nobleza de Manuela Enríquez el 12 de diciembre de 1636 a Juan de Ariño, capellán del rey, para que pudiese casar con el marqués. Falleció el 12 de junio de 1691 en Madrid.
El matrimonio tuvo los siguientes hijos:
- Luis Isidoro de la Cueva y Enríquez (n. 1 de mayo de 1639), que murió niño.[9]
- Rodrigo Isidro de la Cueva y Enríquez (n. 31 de mayo de 1942), que murió al año inmediato.[9]
- Alfonso Isidro de la Cueva y Enríquez (n. 24 de mayo de 1643), que murió a los cinco días de su nacimiento.[9]
- Melchor Isidro de la Cueva y Enríquez (16 de febrero de 1646-15 de enero de 1667), que sucedió a su padre como IV marqués de Bedmar.[9]
- Baltasar Isidro de la Cueva y Enríquez (n. 1649), que murió niño.[9]
- Isidro Juan de la Cueva y Enríquez (20 de mayo de 1652-2 de junio de 1723), que sucedió a su hermano como V marqués de Bedmar y casó en primeras nupcias con Manuela Ignacia María de Acuña y de la Cueva y en segundas con Francisca Enríquez de Almansa y de Velasco.[9][10]
- Elvira de la Cueva y Enríquez (n. 9 de febrero de 1638), que murió soltera en su aposento del Real Palacio de Madrid, siendo dama de la reina Mariana de Austria.[11]
- Francisca Teresa de la Cueva y Enríquez (8 de agosto de 1640-31 de diciembre de 1666), dama de la reina Mariana de Austria, que casó en Madrid (Real Capilla) el 27 de abril de 1665[12] con Pedro de Acuña y Meneses, I marqués de Assentar, I conde de Villanova,[11] hijo de Lope de Acuña, conde de Asentar, y de Violante Meneses.[12]
- María de los Remedios de la Cueva y Enríquez (10 de octubre de 1644-18 de agosto de 1690), que fue dama de la reina madre y casó con Antonio de Ayala Velasco y Cárdenas, IV conde de Fuensalida.[13]
- Ana Teresa de la Cueva y Enríquez (n. 18 de febrero de 1647), que fue monja profesa en el convento de Santa Isabel la Real de Granada.[14]
- Juana Teresa de la Cueva y Enríquez (n. 28 de abril de 1648), que fue religiosa profesa en dicho convento de Santa Isabel la Real.[14]
- Isabel Matías de la Cueva y Enríquez (23 de febrero de 1651-1696), que fue monja en dicho convento de Santa Isabel la Real.[14]
- Eugenia Teresa de la Cueva y Enríquez (n. 15 de noviembre de 1653), que también fue monja en dicho convento de Santa Isabel la Real.[14]

Tuvo el marqués, asimismo, un hijo nacido fuera de matrimonio, Luis de la Cueva, que está reconocidao como tal en el testamento de Elvira Carrillo de Mendoza, su abuela, que le habría criado en su casa.